# Saint-Michel-Klasse
Die Saint-Michel-Klasse war eine Klasse von zwei 64-Kanonen-Linienschiffen 3. Ranges der französischen Marine, die von Jean-Marie Helie entworfen wurde und von 1741 bis 1786 in Dienst stand.

## Einheiten
| Name         | Bauwerft         | Kiellegung    | Stapellauf   | Indienststellung | Verbleib |
| ------------ | ---------------- | ------------- | ------------ | ---------------- | --- |
| Saint-Michel | Arsenal de Brest | November 1739 | Januar 1741  | Mai 1741         | 1786 von der Marineliste gestrichen |
| Vigilant     | Arsenal de Brest | März 1742     | 11. Mai 1744 | Dezember 1744    | Im Mai 1745 (Belagerung von Louisbourg) durch die Royal Navy gekapert, als Vigilant in Dienst, am 11. November 1759 in Chatham verkauft |

## Technische Beschreibung
Die Klasse war als Batterieschiff mit zwei durchgehenden Geschützdecks konzipiert und hatte eine Länge von 46,61 Metern (Geschützdeck), eine Breite von 12,51 Metern und einen Tiefgang von 6,09 Metern bei einer Verdrängung von 1.242/2.150 Tonnen. Sie war ein Rahsegler mit drei Masten (Fockmast, Großmast und Besanmast), lediglich am Besanmast befand sich auf der untersten Position (Unterbesansegel) ein Gaffelsegel. Der Rumpf schloss im Heckbereich mit einem Heckspiegel, in den Galerien integriert waren, die in die seitlich angebrachten Seitengalerien mündeten.
Die Bewaffnung der Klasse bestand bei Indienststellung aus 64 Geschützen, die sich aber im Laufe ihrer Dienstzeit veränderte.
|                     | Unteres Batteriedeck | Oberes Batteriedeck | Backdeck      | Achterdeck     | Kanonen (Geschossgewicht) |
| ------------------- | -------------------- | ------------------- | ------------- | -------------- | ------------------------- |
| Design              | 24 × 24-Pfünder      | 26 × 12-Pfünder     | 4 × 6-Pfünder | 10 × 6-Pfünder | 64 Kanonen (237,90 kg)    |
| 1747 (Vigilant)     | 24 × 24-Pfünder      | 24 × 12-Pfünder     | 2 × 6-Pfünder | 8 × 6-Pfünder  | 58 Kanonen (209,52 kg)    |
| 1762 (Saint-Michel) | 24 × 24-Pfünder      | 26 × 12-Pfünder     | 4 × 6-Pfünder | 6 × 6-Pfünder  | 60 Kanonen (232,02 kg)    |

## Besatzung
Die Besatzung hatte im Frieden eine Stärke von 406 und im Krieg von 456 Mann (6 Offizieren und 400 bzw. 450 Unteroffizieren bzw. Mannschaften).